# サム・ガイズ (アルバム)
| 専門評論家によるレビュー | 専門評論家によるレビュー |
| レビュー・スコア         | レビュー・スコア         |
| 出典                     | 評価                     |
| ------------------------ | ------------------------ |
| Allmusic                 | [ 2 ]                    |
| Rolling Stone            | [ 3 ]                    |

『サム・ガイズ』(Maybe It's Live) は、ロバート・パーマーが1982年に発表したライブ・アルバム。収録曲のうち6トラックは既発表曲のライブ音源であったが、残りの4曲はスタジオ録音された新曲で、そのうち「サム・ガイズ (Some Guys Have All the Luck)」がイギリスでヒットし、全英シングルチャートで最高16位まで上昇した。
このアルバムは、スウェーデンで23位、オランダで92位まで上昇した。
原題は英語で「きっとライブだよ」といった意味であるが、邦題はシングル・カットされた曲「サム・ガイズ」と同じものとされ、副題として「華麗なるパーフォーマンス」が添えられた。

## トラックリスト
特記のない曲は、ロバート・パーマーの作詞作曲。
1. 素敵なサリー / Sneakin' Sally Through the Alley（アラン・トゥーサン）– 4:07
2. ホワッツ・イット・テイク / What's It Take? – 2:54
3. ベスト・オブ・ボス・ワールド / Best of Both Worlds – 3:06
4. 愛しき人々 / Every Kinda People（アンディ・フレイザー）– 4:17
5. 想い出のサマーナイト / Bad Case of Loving You (Doctor, Doctor)（ムーン・マーティン（英語版））– 4:04
6. サム・ガイズ / Some Guys Have All the Luck (Jeff Fortgang) – 3:09
7. スタイル・キルズ / Style Kills（ゲイリー・ニューマン、ロバート・パーマー）– 4:16
8. ティクリッシュ / Si Chatouilleux" – 4:34
9. メイビー・イッツ・ユー / Maybe It's You (David Ian Ainsworth, Danny Wilde) – 3:43
10. ホワット・ドゥ・ユー・ケア / What Do You Care – 2:20

トラック1, 2, 3, 4, 5, 10 は、ライブ音源。

## チャート
| チャート（1982年）                                      | 最高位 |
| ------------------------------------------------------- | ------ |
| イギリス 全英アルバムチャート (Official Charts Company) | 32     |
| アメリカ合衆国 Billboard 200                            | 148    |